# John Nyman
John Emanuel Nyman  (ur. 25 kwietnia 1908 w Sundsvall, zm. 19 października 1977 tamże) – szwedzki zapaśnik. Srebrny medalista olimpijski z Berlina.
Zawody w 1936 były jego jedynymi igrzyskami olimpijskimi. Walczył w stylu klasycznym, zdobywając srebro w wadze ciężkiej, powyżej 87 kilogramów. W finale pokonał go Estończyk Kristjan Palusalu. Był srebrnym medalistą mistrzostw Europy w 1937, 1938 i 19389.